# Svetlana Bajanova
Svetlana Bajanova (n. 1 decembrie 1972, Celiabinsk, RSFS Rusă, URSS) este o sportivă ce a reprezentat Rusia, medaliată olimpică. A participat la 3 ediții ale Jocurilor Olimpice (1992, 1994, 1998) în care a câștigat o medalie de aur.